# Lipopolysaccharide

Allgemeine Struktur von Lipopolysacchariden

Lipopolysaccharide (LPS) sind relativ thermostabile (wärmeunempfindliche) Verbindungen aus fettähnlichen (Lipo-) und Zucker-Bestandteilen (Polysacchariden). Sie sind in der Äußeren Membran gramnegativer Bakterien enthalten. Sie wirken als Antigene und dienen der serologischen Charakterisierung und Identifizierung der Bakterien. Beim Zerfall der Bakterien werden Teile davon frei und wirken toxisch. Diese Teile werden als Endotoxine bezeichnet und von intakten Bakterien nicht abgegeben.
Im Fall kurzkettiger Zucker-Bestandteile (Oligosacchariden) spricht man auch von Lipooligosacchariden (LOS).

## Struktur
Lipopolysaccharide bestehen aus drei Teilbereichen, die miteinander verbunden sind:
- Lipid A

Lipid A bildet den inneren Bereich des LPS (bzw. LOS), das zugleich damit in der äußeren Membran verankert ist. Dieser Teil wirkt als Endotoxin. Er wird frei, nachdem die Zelle zerstört ist. Lipid A ist im Gegensatz zu den meisten anderen Lipiden der Zellmembran kein Phospholipid: Die Fettsäuren sind durch Esterbindungen an ein Disaccharid gebunden, das aus N-Acetylglucosaminphosphat besteht. Zu den häufigsten Fettsäuren zählen hier Capron-, Laurin-, Myristin-, Palmitin- und Stearinsäure. Lipid A kann je nach Bakterienart verschieden sein.
- Kernregion

Die Kernregion ist an das Lipid A gebunden und besteht aus einer inneren und einer äußeren Kernregion. Sie besteht im Wesentlichen aus 2-Keto-3-desoxy-D-mannooctulosonsäure (KDO) sowie Heptose, Glucose, Galactose und N-Acetylglucosamin. Auch die Kernregion kann bei unterschiedlichen Bakterienarten verschieden sein.
- Polysaccharid (bzw. Oligosaccharid)

Ein an den Kern gebundenes Oligo- oder Polysaccharid bildet den dritten, äußeren Bereich. Es bildet eine Kette aus einer oder mehreren Hexosen, zum Beispiel Rhamnose, Galactose, Glucose und Mannose, sowie einem oder mehreren Didesoxyzuckern wie Abequose, Colitose, Paratose oder Tyvelose, zum Teil modifiziert. Diese Zucker sind in vier- oder fünfteilige Sequenzen verbunden, die oft verzweigt sind. Durch die Wiederholung der Zuckersequenzen entsteht das lange Polysaccharid. Dieses Polysaccharid wird als O-Polysaccharid bezeichnet, weil es als O-Antigen des Bakteriums fungiert. Dieser Bereich ist je nach Bakterienart und -stamm verschieden und kann zur Unterscheidung der Bakterien genutzt werden, unter anderem zur Differenzierung pathogener und nicht pathogener Arten. Dazu verwendet man in der Regel serologische Methoden, vor allem die Gruber-Widal-Reaktion. So können etwa Typhus und andere Salmonellosen unterschieden werden.
Die Oligosaccharidketten können sehr kurz sein oder fehlen. Ein Fehlen der Kernregion kommt dagegen nicht vor.

## Biosynthese
- Lipid A und die Kernregion

werden im Zytoplasma synthetisiert und dort aneinandergehängt. Dieser Verband wird dann durch die Zellmembran geklappt und lagert sich spontan in die äußere Membran der Zellwand ein.
- Oligo-/Polysaccharidketten

werden auch im Zytoplasma synthetisiert, sie sind jedoch stark hydrophil und können nicht ohne weiteres durch die lipophile Zellmembran transportiert werden. Damit dies dennoch möglich ist, wird Undecaprenylphosphat daran gebunden. Dadurch bekommt es ein lipophiles Ende, durch das es durch die Zellmembran gezogen werden kann. Im periplasmatischen Raum werden nun durch Polymerasen Teilbereiche kopiert und an die vorhandenen Ketten gehängt.
Nun werden die Saccharidketten mit dem Lipid-A-Kernregion-Verband durch Ligasen verbunden und mit Hilfe von Poren (Bayer’s Junctions) in die äußere Membran transportiert. Dieser Vorgang ist passiv und daher ohne Energieaufwand möglich.

## Reaktionen des menschlichen Körpers auf endotoxisch wirksame Lipopolysaccharide
Gelangen Lipopolysaccharide ins Blut, binden sie dort an das Serumprotein Lipopolysaccharid-bindendes-Protein (LBP). Dieser Komplex bindet an den Membranrezeptor CD14, unter anderem auf der Monozytenoberfläche, und induziert über NF-κB die Freisetzung von Tumornekrosefaktor und Interleukin-1β durch diese CD14-tragende Zelle. Die CD14-Expression wird wiederum durch TNF vorübergehend parakrin induziert (positive Selbstverstärkung).
Lipopolysaccharide können durch zirkumventrikuläre Organe (Stellen mit einer durchlässigeren Blut-Hirn-Schranke) direkt in das Gehirn gelangen und von dort ausgehend vor allem in der Mikroglia ihren eigenen Rezeptor, CD14, vermehrt induzieren, um dann lokal die nachfolgende Zytokinproduktion anzuregen. Dies ist einer der Wege, die zu Fieber führen.

## Zerstörung von Lipopolysacchariden
Hitzebeständige Geräte kann man durch Erhitzen (5 Stunden bei 200 °C) von Lipopolysacchariden befreien. Für nicht hitzebeständige Geräte wendet man 1-molare Natronlauge an, die 15 Stunden lang einwirken soll.